# Gustave-Frédéric Dollfus
Gustave-Frédéric Dollfus (Paris, 26 de novembro de 1850 — Paris, 6 de novembro de 1931) foi um geólogo, malacologista e ficologista francês. Foi pioneiro na aplicação no campo da paleontologia, e da geologia em geral, da teoria da evolução, sendo um dos primeiros geólogos transformistas, seguidor das opiniões de Jean-Baptiste de Lamarck no que respeita à relação entre os fósseis e os correspondentes organismos atuais.

## Biografia
Nascido no seio da família Dollfus de Mulhouse, uma família de empresários protestantes tradicionalmente ligada à indústria têxtil através da empresa Dollfus-Mieg et Compagnie fundada em Mulhouse no ano de 1746. Seus pais foram Frédéric Dollfus (1803-1856) e Noémie Martin (1820-1915). Foi pai do zoólogo e parasitologista Robert-Philippe Dollfus (1887–1976).
Gustave Dollfus concluiu os estudos secundários em Mulhouse, transferindo-se depois para Paris, cidade onde entre 1868 e 1870 estudou geologia com Edmond Hébert na Sorbonne. Transferiu-se de seguida para a Universidade de Lille, onde continuou a sua educação como aluno de Jules Gosselet.
Durante uma pesquisa realizada em 1869 numa sua propriedade localizada em Dornach (arredores de Mulhouse) foi descoberta a presença de sal-gema no subsolo da região. Esta descoberta resultaria num desenvolvimento de uma fileira industrial essencial para Mulhouse e para a sua região com o parecimento das minas de potassa da Alsácia (Mines de Potasse d'Alsace). Em 1904, de facto, o trépano de uma máquina de perfuração que pesquisava hulha para a Gewerkschaft Amélie penetrou uma camada de minerais ricos em potássio a uma profundidade de 625 metros no subsolo da planície da Alsácia a oeste de Mulhouse. A partir dessa descoberta, iniciou-se a exploração dos depósitos de potassa (na sua maior parte silvinite) da Alsácia, numa área incluída numa depressão limitada ao sul pelo Maciço do Jura, ao leste pela Floresta Negra (o Maciço dos Vosges e a Floresta Negra formaram um único maciço no Paleozoico), a oeste pelos Vosges. Esta jazida tem duas zonas produtivas, uma na região de Sundgau, e a outra, para norte, ao longo do vale do Reno.
Terminados os seus estudos fixou-se em Paris, onde logo em 1874 publicou a obra Principes de géologie transformiste: application de la théorie de l'évolution à la géologie (Princípios de geologia transformista. Aplicação da teoria da evolução à geologia), obra na qual se opõe às teorias catastrofistas de Alcide d'Orbigny e se afirma como um dos primeiros paleontólogos transformistas.
No ano seguinte (1875) publicou um estudo intitulado Étude géologique sur les terrains crétacés et tertiaires du Cotentin (Estudo geológico dos terrenos do Cretáceo e do Terciário de Cotentin), fruto de uma colaboração com Émile Vieillard. O conjunto de estudos sobre o Cretáceo e o Terciário da Península de Cotentin (elaborados em meados da década de 1870) introduziram um conjunto de novos conhecimentos sobre aqueles períodos geológicos.
Em 1879 começou a trabalhar no Service de la carte géologique de la France, o departamento de cartografia geológica de França. Neste serviço, Gustave Dollfus participou no levantamento ou revisão de uma dezena de folhas do «Mapa Geológico da França» à escala  1:80000, o que lhe deu a oportunidade de realizar numerosas observações que deram origem a um número considerável de notas principalmente relativas à Bacia de Paris. Nesses trabalhos de elaboração do mapa geológico da França produziu ou reviu as folhas referentes às regiões de Bourges, Évreux, Chartres e Fontainebleau.
A partir de 1873 foi membro da Sociedade Geológica de França (a Société géologique de France), da qual foi secretário (1876) e depois por duas vezes presidente (1896 e 1916). Em 1923 foi premiado com a Medalha Lyell da Geological Society of London.
No contexto dos trabalhos de cartografia geológica, propôs uma nova classificação geológica e uma nova terminologia estratigráfica para o território francês. Com esse objectivo publicou em 1880 uma memória que intitulou Essai sur l'extension des terrains tertiaires dans le bassin anglo-parisien.
Nos trabalhos de cartografia esteve particularmente atento às possibilidades de observação geológica e paleontológica oferecidas pelas escavações associadas à construção de novas linhas ferroviárias. Interessado no desenvolvimento das ferrovias, foi um dos pioneiros na proposta de um túnel sobre o Canal da Mancha.
Gustave Dollfus publicou em 1909 um importante ensaio sobre o Aquitaniano (Essai sur l'étage Aquitanien), enquanto preparava com Philippe Dautzenberg uma volumosa obra intitulada Conchyliologie du Miocène moyen du bassin de la Loire, publicada nas Mémoires de la Société géologique de France (1902-1920).
No seu labor científico contribuiu para a revisão crítica dos conceitos de Paleozoologia e publicou artigos nos jornais de conquiliologia. Gustave Dollfus também participou ativamente, de 1897 a 1924, na Revue critique de Paléozoologie dirigida por Maurice Cossmann.
Participou em múltiplos organismos e comissões, entre os quais a comissão de bibliografia científica do Ministério da Educação Pública de França e o conselho de saúde pública do Departamento do Sena. Foi também presidente da Associação de Higienistas e Técnicos Municipais da França. Participou do congresso do Milenário Normando, organizado em Rouen no ano de 1911.
Seu nome está associado a várias espécies de moluscos, um exemplo dos quais é a espécie Chrysallida dollfusi, um caracol-do-mar descrito por Wilhelm Kobelt em 1903. Também se interessou pelo estudo das algas, tendo publicado alguns trabalhos no campo da ficologia. O World Register of Marine  Species lista 272 espécies marinhas nomeadas por Dollfus.

## Obras
Entre as muitas obra de que é autor contam-se as seguintes:
- Essai sur l'étage Aquitanien, 1909;
- Conchyliologie du Miocéne moyen du Bassin de la Loire (obra em co-autoria com Philippe Dautzenberg);
- Principes de géologie transformiste, application de la théorie de l'évolution à la géologie, 1874;
- Essai sur l'extension des terrains tertiaires dans le bassin anglo-parisien, 1880;
- Esquisse des terrains tertiaires de la Normandie, 1880;
- Descriptions de coquilles nouvelles des faluns de la Touraine, 1888;
- Recherches géologiques sur les environs de Vichy (Allier), 1894;
- Mollusques tertiaires du Portugal, 1909.

## Links
- Obras de ou sobre Gustave-Frédéric Dollfus no Internet Archive
- Lucien Gallois, « Nécrologie », Annales de Géographie, vol. 41, n.º 229, 1932, pp. 101-102.